# Podslanská pahorkatina
Podslanská pahorkatina je geomorfologický podcelek Východoslovenské pahorkatiny.

## Vymezení
Podcelek zabírá západní část pahorkatiny a vytváří přechodné území mezi Slanskými vrchy a Východoslovenskou rovinou. Severním směrem sousedí Beskydské predhorie s podcelkem Hanušovská pahorkatina, západním směrem navazují Slanské vrchy s podcelky Šimonka, Makovica, Mošník, Bogota a Milič. Jižní okraj území vymezuje státní hranice s Maďarskem a Zemplínské vrchy, východním směrem leží rovinatá Trebišovská tabule, patřící Východoslovenské rovině. Na severovýchodě pokračuje Východoslovenská pahorkatina podcelkem Toplianská niva. 

## Turismus
Pás území v podhůří Slanských vrchů je vstupní branou do pohoří a zejména v jižní části je několik značených stezek. Ty spojují atraktivní lokality, mezi jinými tokajskou vinařskou oblast s jezerem Izra. K lokalitě jezera vedou i chodníky z obcí Kuzmice a Kalša. 

## Doprava
Pahorkatinou vedou zejména silnice lokálního významu, ale západo-východním směrem ji protíná silnice II/552 (Košice–Zemplínska Teplica) v jižní části a důležitá evropská silnice E50 v koridoru silnice I/19 (Košice–Michalovce) ve střední části. Severní částí vede silnice II/576 (Herlianské sedlo – Vranov nad Topľou) a okrajově i silnice I/18 (Prešov–Michalovce). Železnice zastupují tratě Prešov–Humenné v severní a Košice–Čop v jižní části.